# حبیب‌کند
حبیب‌کند (به ترکی آذربایجانی: Habibkənd) یک منطقه مسکونی در جمهوری آذربایجان است که در شهرستان خاچماز واقع شده است. حبیب‌کند ۶۶۵ نفر جمعیت دارد.